# جون س. كيمل
جون س. كيمل (بالإنجليزية: John C. Kimmel)‏ هو طبيب بيطري أمريكي، ولد في 25 يونيو 1954 في إيست أورانج في الولايات المتحدة.